# Перевозная (залив)
Перевозная (на руски: Бухта Перевозная) се нарича малък залив, разположен на северозападния бряг на по-големия Амурски залив.

## География
Заливчето е затворено от носовете Стенин на юг и Перевозний на север. Бреговете му са ниски, а плажът е тесен. На югозападния му бряг се намира лагуната Цапличя, която посредством тесен проток се свързва със съседния залив Нарва. По югозападния бряг се намира село Перевозное. В непосредствена близост на северозапад е разположен резерватът Кедровая Пад.
В заливът се вливат няколко реки като най-голямата от тях е Сухая Речка. Дъното му е каменисто, покрито с тънък слой пясък. От края на януари до средата на февруари замръзва. В по топли зими се наблюдават само плаващи ледове.